# Liste der Fahnenträger der lesothischen Mannschaften bei Olympischen Spielen
Die Liste der Fahnenträger der lesothischen Mannschaften bei Olympischen Spielen listet chronologisch alle Fahnenträger lesothischer Mannschaften bei den Eröffnungs- (EF) und Abschlussfeiern (AF) Olympischer Spiele auf.

## Liste der Fahnenträger
| Mannschaft             | Veranstaltung | Fahnenträger (EF)           | Fahnenträger (AF)            |
| ---------------------- | ------------- | --------------------------- | ---------------------------- |
| 1972 in München        | Sommerspiele  | Motsapi Moorosi             |                              |
| 1980 in Moskau         | Sommerspiele  |                             |                              |
| 1984 in Los Angeles    | Sommerspiele  | (O) Mochochonono Mokhutlole |                              |
| 1988 in Seoul          | Sommerspiele  | Noheku Ntseo                |                              |
| 1992 in Barcelona      | Sommerspiele  |                             |                              |
| 1996 in Atlanta        | Sommerspiele  | (O) Jessie Mathunta         |                              |
| 2000 in Sydney         | Sommerspiele  | Mokete Mokhosi              |                              |
| 2004 in Athen          | Sommerspiele  | Lineo Mochesane             | Mamokete Lechela             |
| 2008 in Peking         | Sommerspiele  | Simon Maine                 | Emanuel Thabiso Nketu        |
| 2012 in London         | Sommerspiele  | Mamorallo Tjoka             | Mosito Lehata                |
| 2016 in Rio de Janeiro | Sommerspiele  | Mosito Lehata               | Inkululeko Suntele           |
| 2020 in Tokio          | Sommerspiele  | Volunteer                   | Neheng Khatala               |
| 2024 in Paris          | Sommerspiele  | Michelle Tau                | Mokulubete Blandina Makatisi |
| 2024 in Paris          | Sommerspiele  | Tebello Ramakongoana        | Tebello Ramakongoana         |

Anmerkung: (EF) = Eröffnungsfeier, (AF) = Abschlussfeier, (O) = Offizieller

## Statistik
| Rang    | Sportart       | EF | AF | ∑  |
| ------- | -------------- | -- | -- | -- |
| 1       | Leichtathletik | 6  | 5  | 11 |
| 2       | Taekwondo      | 3  | 0  | 3  |
| 3       | Boxen          | 0  | 2  | 2  |
| 3       | Offizieller    | 2  | 0  | 2  |
| 5       | Volunteer      | 1  | 0  | 1  |
| Gesamt: | Gesamt:        | 12 | 7  | 19 |

| Rang                   | Sportart | EF | AF | ∑ |
| ---------------------- | -------- | -- | -- | - |
| bisher keine Teilnahme |          |    |    |   |
| Gesamt:                | Gesamt:  | 0  | 0  | 0 |

| Rang    | Sportart       | EF | AF | ∑  |
| ------- | -------------- | -- | -- | -- |
| 1       | Leichtathletik | 6  | 5  | 11 |
| 2       | Taekwondo      | 3  | 0  | 3  |
| 3       | Boxen          | 0  | 2  | 2  |
| 3       | Offizieller    | 2  | 0  | 2  |
| 5       | Volunteer      | 1  | 0  | 1  |
| Gesamt: | Gesamt:        | 12 | 7  | 19 |